# Mission: Impossible – Fallout
Mission: Impossible – Fallout är en amerikansk action-äventyrsfilm från 2018. Filmen är regisserad av Christopher McQuarrie, som även har skrivit manus. Den är uppföljaren till Mission: Impossible – Rogue Nation från 2015 och den sjätte filmen i Mission: Impossible-franchisen. Huvudrollerna spelas av Tom Cruise som IMF-agenten Ethan Hunt, Henry Cavill som den skräckinjagande CIA-torpeden August Walker och Ving Rhames som Ethan Hunts bästa vän och kollega Luther Stickell.
Filmen hade biopremiär i Sverige den 3 augusti 2018, utgiven av Paramount Pictures.

## Handling
Två år har gått sedan händelserna i Mission: Impossible – Rogue Nation. Ethan Hunt (Tom Cruise) drömmer en dag om att han och hans fru Julia Meade (Michelle Monaghan) ska gifta sig, men under bröllopet märker han att prästen börjar bli mer och mer kritisk mot Ethans livsstil som agent. Det visar sig att prästen är terroristledaren Solomon Lane (Sean Harris) och Ethan ser allt sprängas omkring sig innan han vaknar upp och märker att allt bara var en mardröm. Sen får han veta att trots att han hade burat in Solomon Lane har de återstående medlemmarna i Lanes terrororganisation Syndikatet bildat ett eget terrornätverk: Apostlarna. Ethan får i uppdrag att stoppa en okänd extremist endast känd under kodnamnet "John Lark", som samarbetar med Apostlarna och som planerar att bomba en tredjedel av världens befolkning med tre stulna ryska plutoniumkärnor. Lane sitter i häktet och vet potentiellt Larks riktiga identitet. När Benji Dunn (Simon Pegg) och Ethan går till ett garage för att förhandla med ett par extremister om att få bombkärnorna, går allt fel. En av dem tar tag i Luther Stickell (Ving Rhames) och förbereder sig för att skjuta honom. De lyckas fly levande men Apostlarna får tag på bombkärnorna och kommer undan. IMF måste hitta John Lark innan han kan förstöra världen och ta den sociopatiska Lane från häktet. Samtidigt håller en vältränad CIA-torped vid namn August Walker (Henry Cavill) och hans chef Erika Sloane (Angela Bassett) ett öga på Ethan och hans kollegor, redo att mörda dem om något går över styr. IMF lurar ur den norske kärnvapenspecialisten Nils Delbruuk (Kristoffer Joner) ritningen till bomberna han har gjort till Lark, genom att iscensatta sprängningar över Rom, Jerusalem, och Mekka. Arbetet med att hitta bomberna och John Lark börjar. Första steget blir att åka till Paris och komma i kontakt med anarkisten Vita Änkan, dottern till vapenhandlaren Max från den första Mission: Impossible.

## Rollista (i urval)
- Tom Cruise – Ethan Hunt
- Henry Cavill – August Walker
- Ving Rhames – Luther Stickell
- Simon Pegg – Benjamin "Benji" Dunn
- Rebecca Ferguson – Ilsa Faust
- Sean Harris – Solomon Lane
- Angela Bassett – Erika Sloane
- Vanessa Kirby – Alana Mitsopolis/Vita Änkan
- Michelle Monaghan – Julia Meade
- Wes Bentley – Erik, läkare och Julias make
- Frederick Schmidt – Zola Mitsopolis
- Alec Baldwin – Alan Hunley
- Liang Yang – John Lark-täckmantel
- Kristoffer Joner – Dr. Nils Delbruuk, norsk kärnvapenspecialist
- Christopher McQuarrie – Ethans röstmeddelande (okrediterad)